# Callogobius mucosus
Callogobius mucosus és una espècie de peix de la família dels gòbids i de l'ordre dels perciformes.

## Morfologia
Els mascles poden assolir els 11 cm de longitud total.

## Distribució geogràfica
Es troba des del sud de Nova Gal·les del Sud fins al sud d'Austràlia Occidental, incloent-hi Tasmània.